# Nuevo Mundo Televisión
Nuevo Mundo Televisión était une chaîne de télévision canadienne spécialisée de catégorie B en langue espagnole appartenant à NMTV Inc. et située à Montréal, au Québec.
La chaîne de divertissement général présente des nouvelles, des drames, talk shows, de la musique et les émissions de style de vie. Nuevo Mundo Télévision était en ondes 24 heures par jour, 7 jours par semaine.

## Histoire
Après avoir obtenu une licence de diffusion auprès du CRTC en février 2006, Nuevo Mundo Televisión est entré en ondes le 13 mars 2007. La chaîne était disponible aux abonnés de Vidéotron, a été disponible chez Rogers Cable en Ontario durant quelques mois mais a été retirée, puis aux abonnés de Bell Fibe TV.
Durant la première année de diffusion, la chaîne avait cinq émissions produits à l'interne par leur petit équipe de production :
| Émission                 | Saison (Printemps 2007) | Épisodes | Réalisateur     | Animateurs        |
| ------------------------ | ----------------------- | -------- | --------------- | ----------------- |
| Tendencias Urbanas       | 1                       | 13       | Jesus Javia     |                   |
| Parada de autobús        | 1                       | 13       | Nicolas García  | Arancha Maldonado |
| Entendiendo sus finanzas | 1                       | 13       | Jonathan Kebe   |                   |
| Nuevo Mundo noticias     | -                       | 18       | Juan Cantero    | Leonardo Gimeno   |
| Rostros                  | 1                       | 13       | Leonardo Gimeno | Leonardo Gimeno   |
| Agenda cultural ñ        | 1                       | 13       | Jesus Javia     | Damian Nisenson   |

| Émission                 | Saison (Automne 2007) | Épisodes | Réalisateur     | Animateurs      |
| ------------------------ | --------------------- | -------- | --------------- | --------------- |
| Tendencias Urbanas       | 2                     | 12+1     | Jesus Javia     | Laura Mora      |
| Parada de autobús        | 2                     | 12 + 1   | Nicolas García  | Carolina Mencia |
| Entendiendo sus finanzas | 2                     | 13       | Jonathan Kebe   |                 |
| Nuevo Mundo noticias     | -                     | 18       | Juan Cantero    | Leonardo Gimeno |
| Rostros                  | 2                     | 13       | Leonardo Gimeno | Leonardo Gimeno |
| Agenda cultural ñ        | 2                     | 13       | Jesús Javia     | Damian Nisenson |

| Émission                | Saison (Hiver 2008) | Épisodes | Réalisateur           | Animateurs          |
| ----------------------- | ------------------- | -------- | --------------------- | ------------------- |
| Parada de autobús       | 3                   | 12 + 1   | Juan José Cea Escobar | Maria del Mar Motta |
| Nuevo Mundo noticias    | -                   | 18       | Juan Cantero          | Maria del Mar Motta |
| Batalla de las américas | 1                   | 13       | Juan José Cea Escobar | Jonathan Kebe       |

Au même temps, d'autres émissions étaient co-produits par des producteurs latino-américains de la région :
| Émission               | Saisons (2007) | Épisodes | Producteurs                 | Réalisateur           | Animateurs      |
| ---------------------- | -------------- | -------- | --------------------------- | --------------------- | --------------- |
| Jornada laboral        | 1 et 2         | 26       | Omar Lara - Carolina Mencia | Juan José Cea Escobar | Jose Fuca       |
| Hablemos de literatura | 1              | 13       | Harold Martínez             | Harold Martínez       | Harold Martínez |
| De mujeres             | 1 et 2         | 26       | Michèle Ravilet             | Michèle Ravilet       | Michèle Ravilet |

| Émission        | Saisons (Hiver 2008) | Épisodes | Producteurs     | Réalisateur           | Animateurs      |
| --------------- | -------------------- | -------- | --------------- | --------------------- | --------------- |
| Jornada laboral | 3                    | 13       | Carolina Mencia | Juan José Cea Escobar | Jose Fuca       |
| De mujeres      | 3                    | 13       | Michèle Ravilet | Michèle Ravilet       | Michèle Ravilet |

Chacune des émissions était rediffusée trois fois par semaine, séparés par des auto-publicités, téléromans et des émissions achetés à différents pays de l'Amérique Latine.
Elle a mis fin à ses activités le 1er novembre 2015.